# Scott Alexander og Larry Karaszewski
Scott Alexander (født 16. juni 1963) og Larry Karaszewski (født 20. november 1961) er en amerikansk manuskriptforfatterduo der bl.a. har skrevet manuskripterne til film som Ed Wood af Tim Burton og Folket mod Larry Flynt af Milos Forman.

## Priser og nomineringer
- 1995 – Saturn Award for bedste manuskript (Ed Wood), nomineret
- 1997 – Satellite Award for bedste manuskript (Folket mod Larry Flynt), vandt
- 1997 – Golden Globe Award for bedste manuskript (Folket mod Larry Flynt), vandt

## Filmografi
- Ed Wood (1994)
- Folket mod Larry Flynt (1996)
- Man on the Moon (1999)